# TD Overdrive
TD Overdrive (Test Drive in America del Nord) è un videogioco pubblicato da Atari e sviluppato da Pitbull Syndicate nel 2002.

## Trama
La storia vede coinvolto il pilota clandestino Dennis Black tentare di recuperare la propria vettura, una Dodge Viper GTS-R Concept, dalle mani di un suo rivale, tale Vasily Raskolnikov. Per questo motivo sarà costretto ad affrontare street racer illegali di varie nazionalità tra le strade di quattro diverse città, San Francisco, Tokyo, Londra e Montecarlo.

## Modalità di gioco
Oltre alla modalità principale che si dipana su quarantacinque capitoli, vi sono anche la modalità corsa rapida, drag race e inseguimento (in cui si possono guidare alcune vetture sbloccate nella versione della polizia).
Durante la maggior parte delle competizioni, il giocatore, oltre che dagli avversari e dal traffico, sarà ostacolato da varie volanti della polizia e dal cronometro che segna un conto alla rovescia entro il quale concludere la gara.

## Accoglienza
Il gioco è stato molto apprezzato per la realizzazione grafica dei percorsi, delle vetture e per il sonoro, il quale riproduce fedelmente i motori delle auto che compaiono durante il gioco. Giudicato bene è anche il realismo del comportamento in strada delle vetture, il quale però ha una forte limitazione in quanto il danneggiamento delle vetture non viene simulato, provocando delle reazioni fisiche durante gli incidenti pesantemente irrealisiche.